# Torneig d'escacs Memorial Mikhaïl Tal

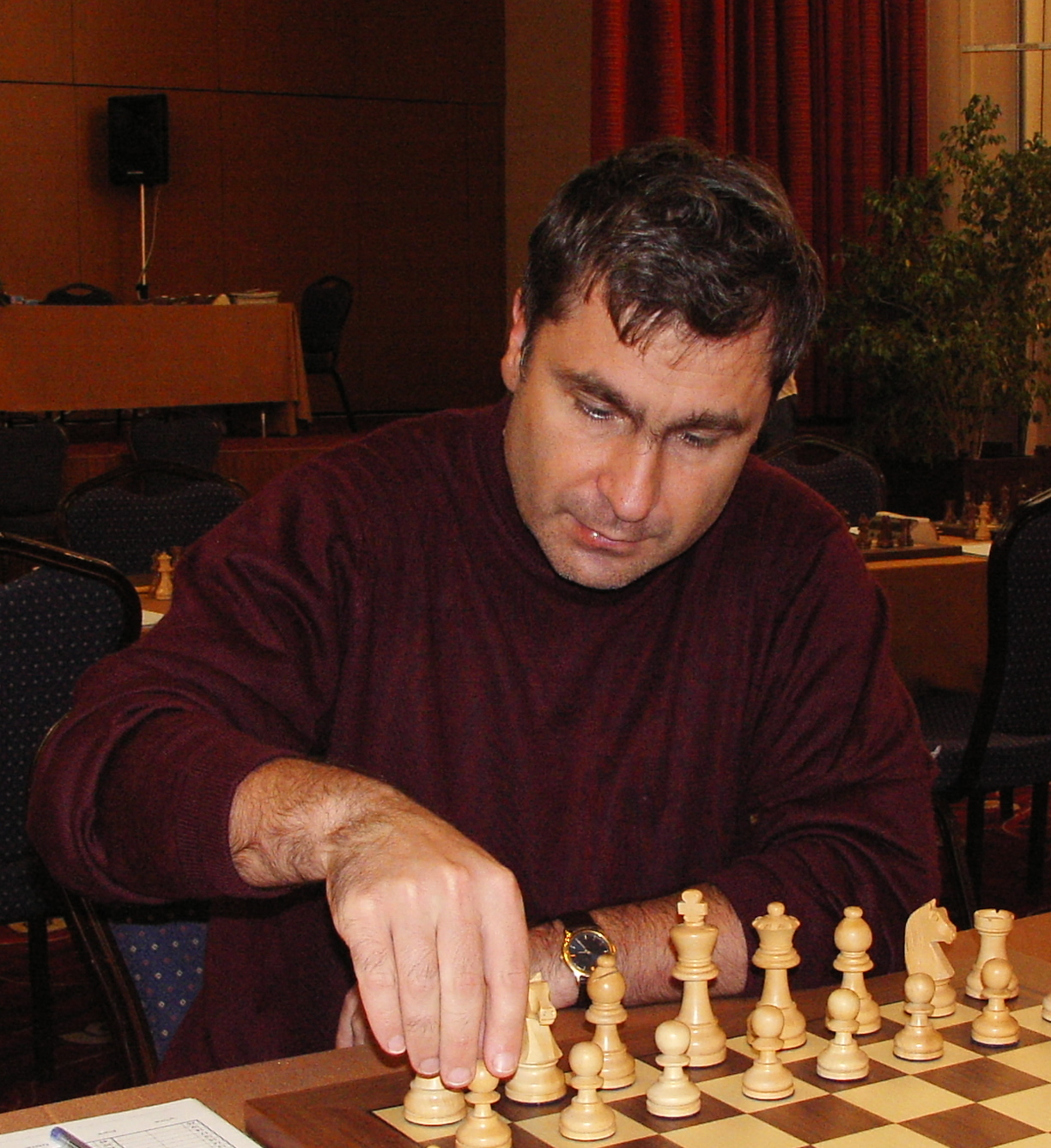
Vassili Ivantxuk, guanyador de l'edició de 2008

El Torneig d'escacs Memorial Mikhaïl Tal és un torneig d'escacs que es disputa a Moscou cada any des de 2006, per honorar la memòria de l'exCampió del món Mikhaïl Tal, mort el 1992.
Normalment es juga durant la primera meitat del mes de novembre, i hi competeixen molts dels millors jugadors del món. Les primeres tres edicions varen assolir la Categoria XX de la FIDE (mitjana d'Elo de 2735).

## Taula de guanyadors
| # | Any  | Mitjana Elo | Guanyador                                                                              | Rondes | Punts |
| - | ---- | ----------- | -------------------------------------------------------------------------------------- | ------ | ----- |
| 1 | 2006 | 2727        | Levon Aronian (Armènia) · Péter Lékó (Hongria) · Ruslan Ponomariov (Ucraïna)           | 9      | 5½    |
| 2 | 2007 | 2741        | Vladímir Kràmnik (Rússia)                                                              | 9      | 6½    |
| 3 | 2008 | 2738        | Vassil Ivantxuk (Ucraïna)                                                              | 9      | 6     |
| 4 | 2009 | 2761        | Vladímir Kràmnik (Rússia)                                                              | 9      | 6     |
| 5 | 2010 | 2757        | Levon Aronian (Armènia) · Serguei Kariakin (Rússia) · Xakhriar Mamediàrov (Azerbaijan) | 9      | 5½    |
| 6 | 2011 | 2776        | Magnus Carlsen (Noruega) · Levon Aronian (Armènia)                                     | 9      | 5½    |
| 7 | 2012 | 2777        | Magnus Carlsen (Noruega)                                                               | 9      | 5½    |
| 8 | 2013 | 2777        | Borís Guélfand (Israel)                                                                | 9      | 6     |

L'edició de 2009 se celebrà del 5 de novembre al 14 de novembre, amb 10 dels 13 primers jugadors del rànquing mundial del moment. Hi participaren: Viswanathan Anand, Campió del món regnant, Levon Aronian, Vladímir Kràmnik, Magnus Carlsen, Péter Lékó, Vassili Ivantxuk, Borís Guélfand, Aleksandr Morozévitx, Ruslan Ponomariov i Piotr Svídler. La mitjana d'Elo fou de 2761 (Categoria XXI), la més alta mai assolida en el torneig, i la més alta possible segons el barem de categories de torneigs de la FIDE. Fou guanyat clarament per en Vladímir Kràmnik amb un marcador de +3 (amb tres victòries i 6 taules). Ivantxuk i Carlsen empataren al segon lloc amb un +2.
L'edició de 2011 se celebrarà del 16 al 25 de novembre. Magnus Carlsen, Viswanathan Anand, Levon Aronian i Vladímir Kràmnik, tenien tots quatre un Elo de més de 2800 punts en aquell moment. Amb set dels deu primers jugadors del món, el torneig va tenir la seva mitjana d'elo més alta, amb 2776 (Categoria XXII). Tant Magnus Carlsen com Levon Aronian va acabar amb 5½/9 (una puntuació de +2, amb dues victòries i set taules). A causa de les regles de desempat del torneig, Magnus Carlsen va ser declarat el guanyador perquè va jugar amb les peces negres en cinc ocasions, mentre que Levon Aronian va jugar amb les peces negres només quatre vegades.

## Galeria fotogràfica dels guanyadors

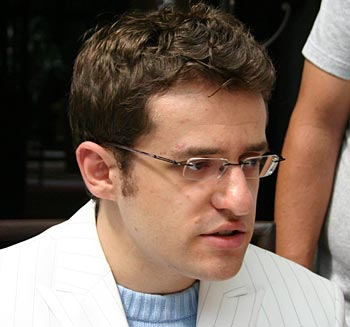
Levon Aronian, co-guanyador el 2006 i el 2010
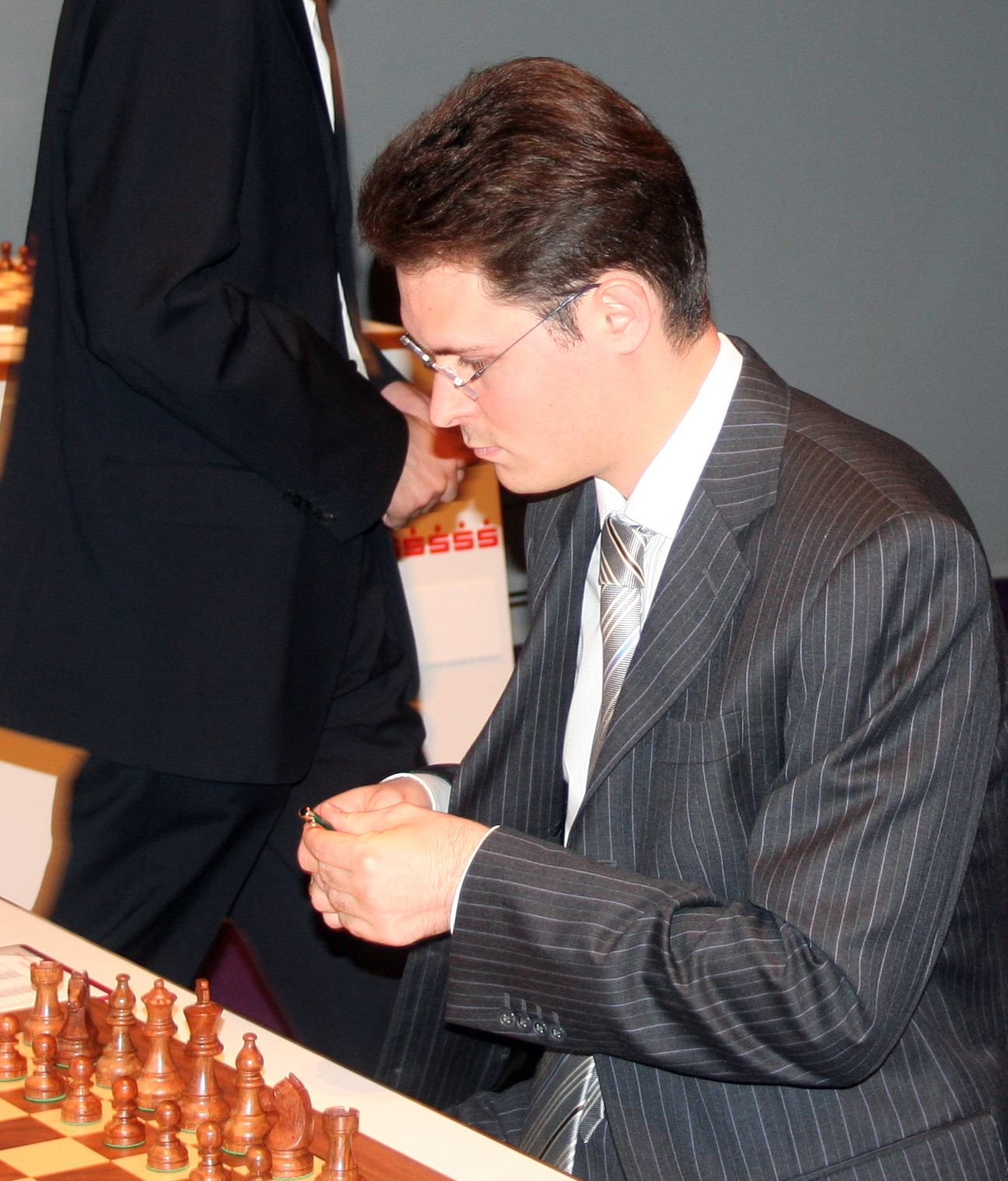
Pétér Léko, co-guanyador el 2006
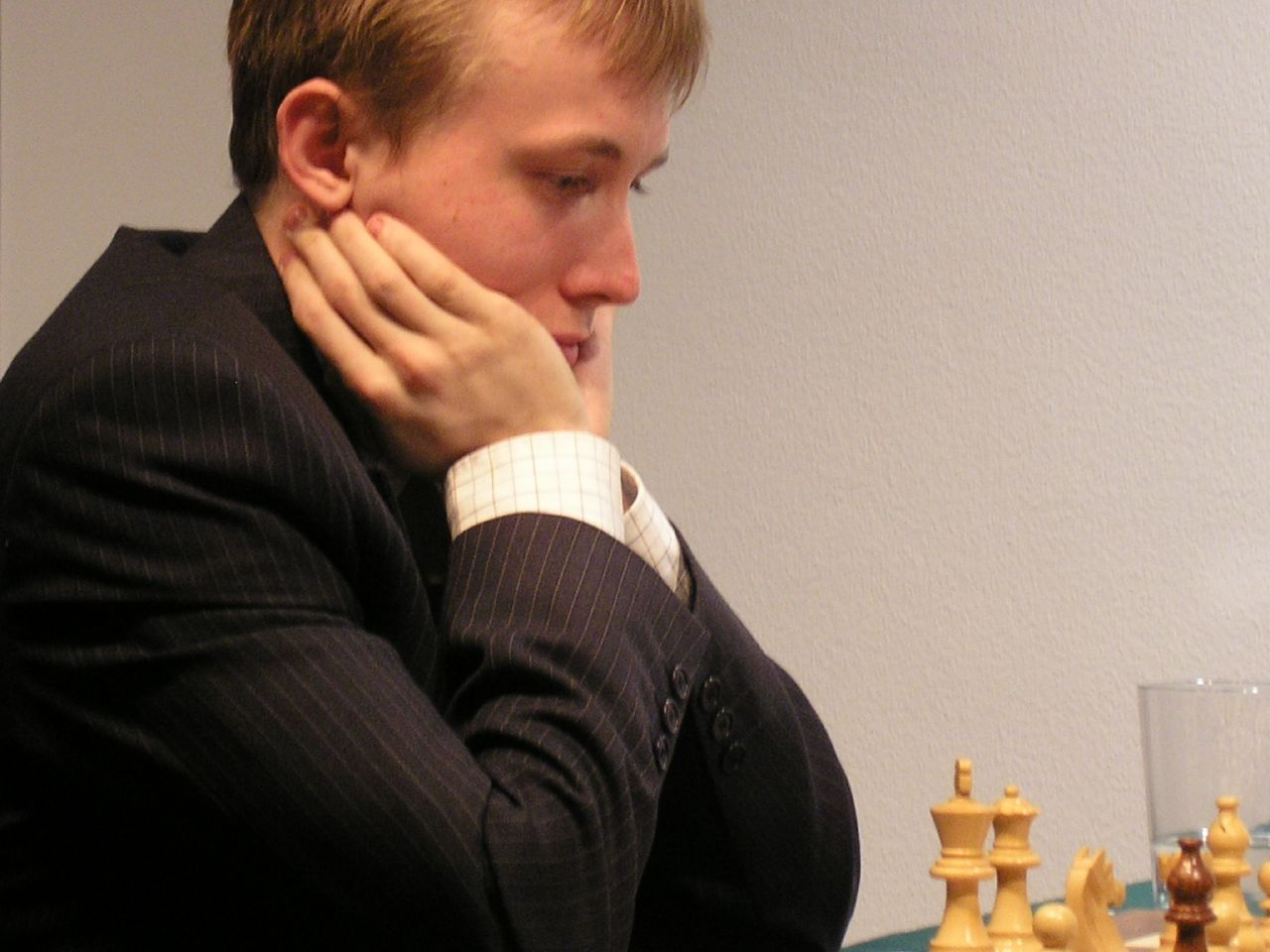
Ruslan Ponomariov, co-guanyador el 2006
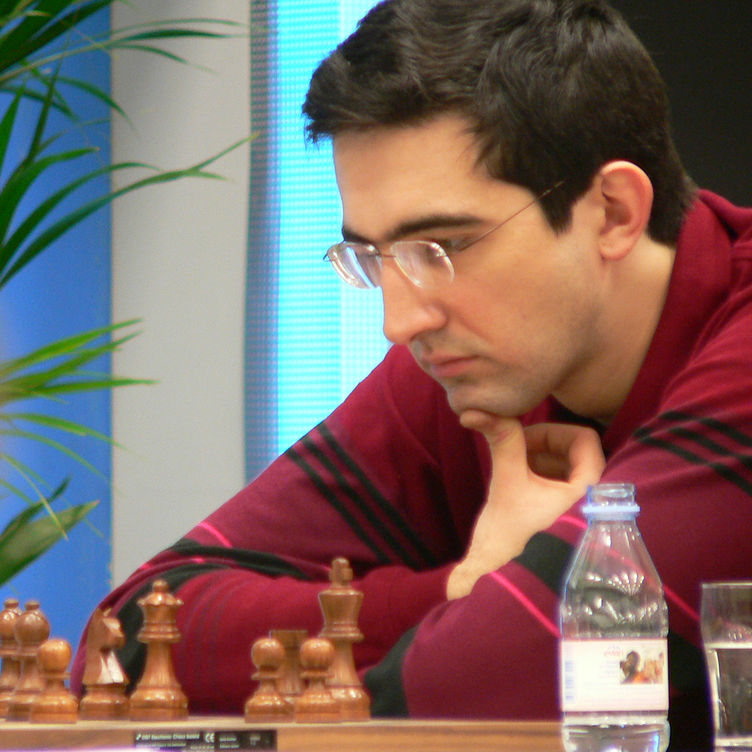
Vladímir Kràmnik, guanyador el 2007 i 2009
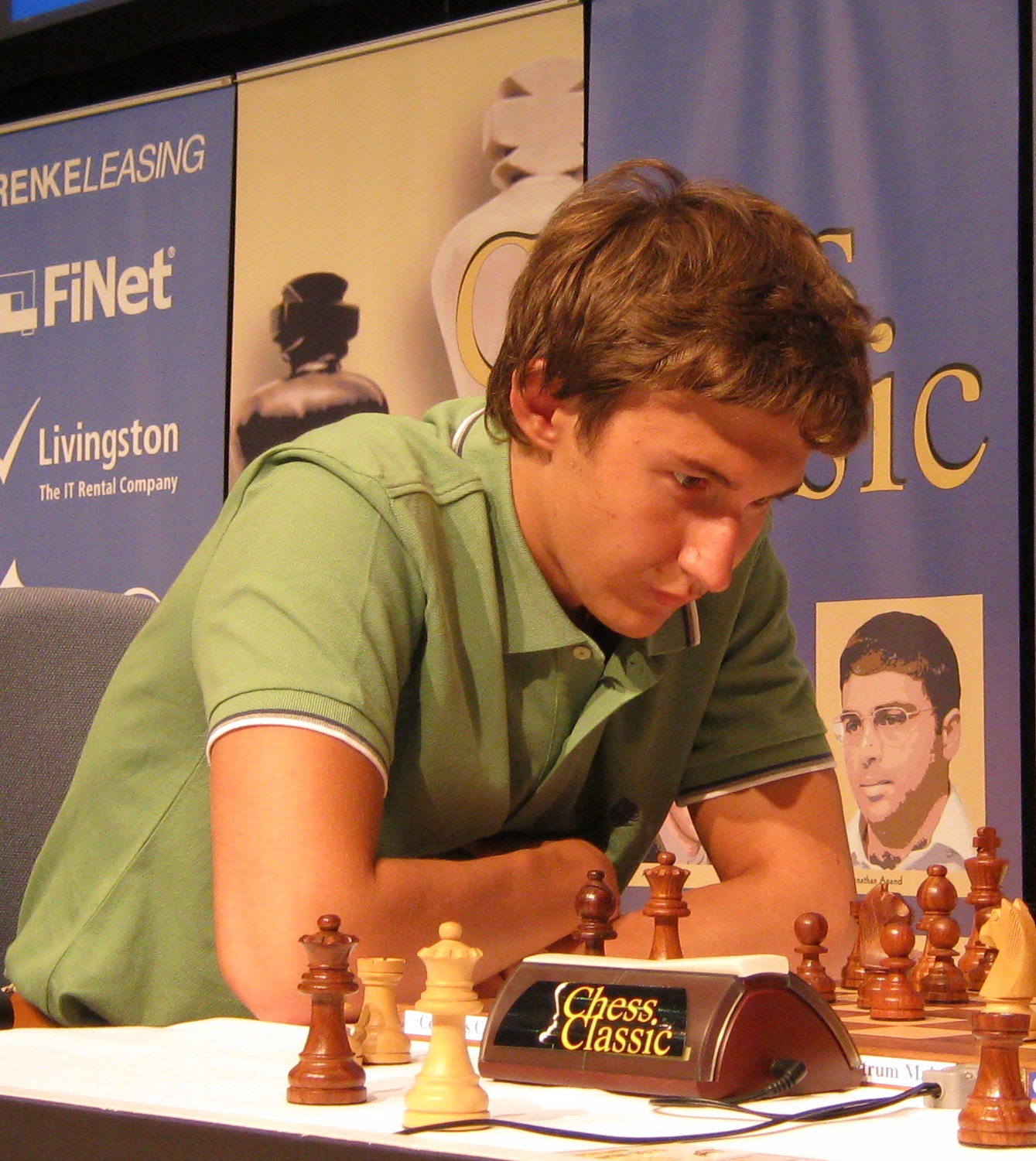
Serguei Kariakin, co-guanyador el 2010
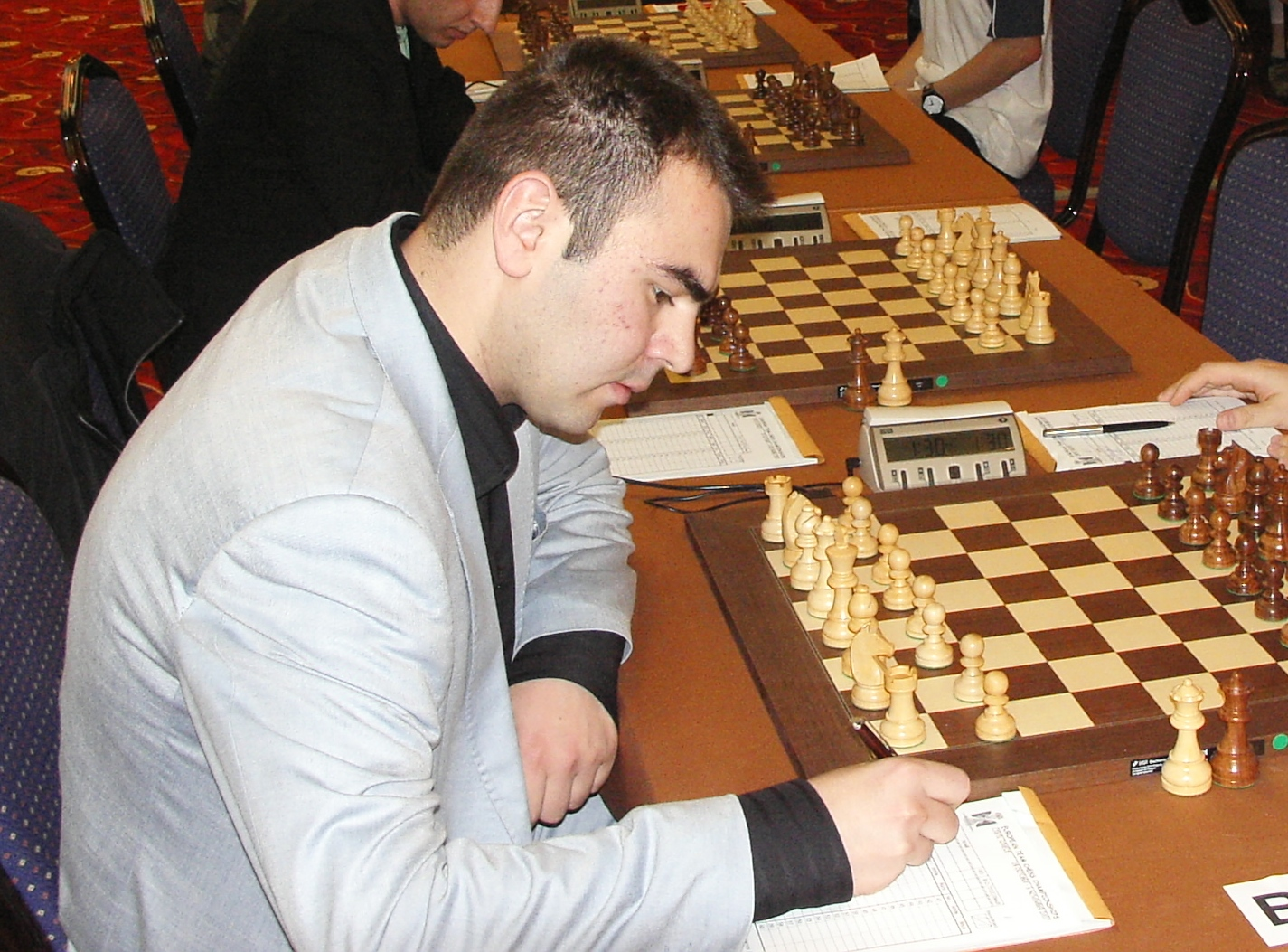
Xakhriar Mamediàrov co-guanyador el 2010
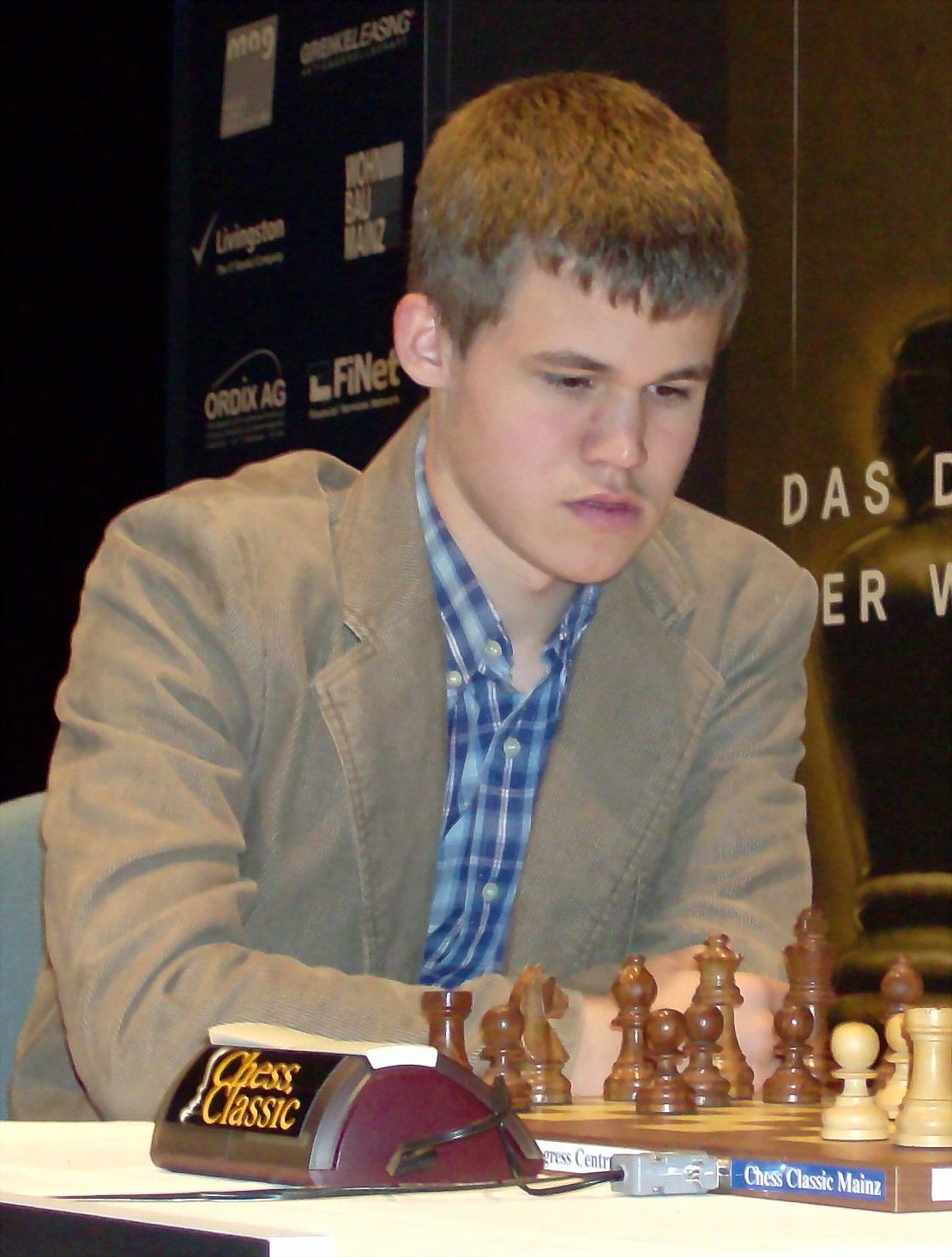
Magnus Carlsen co-guanyador el 2011